# Rayivka
Rayivka (en ucraniano: Раївка) es un pueblo ucraniano perteneciente al óblast de Dnipropetrovsk. Situado en el este del país, es parte del raión de Sinélnikove y centro del municipio (hromada) homónimo.

## Toponimia
El nombre del asentamiento en ruso es Ráyevka (en ruso: Раевка).  

## Geografía
Rayivka se encuentra 9 km al noroeste de Sinélnikove y 40 km al sureste de Dnipró. 

## Historia
El pueblo fue fundado en la segunda mitad del siglo XIX con el nombre de Seredne (en ucraniano: Середнє). En 1911, el pueblo pasó a llamarse Seredne-Rayivka (en ucraniano: Середнє-Раївка) y en 1947, únicamente Rayivka. 

## Demografía
Según el censo de 2001, la lengua materna de la mayoría de los habitantes, el 88,62%, es el ucraniano; y del 10,97%, el ruso.

## Infraestructura

### Transporte
El pueblo se encuentra en la carretera territorial T-04-01.